# Llista de leitmotivs de L'anell del Nibelung
Aquest article enumera els leitmotiv de L'⁣anell del Nibelung de Richard Wagner.

## Llista
| No. | No. | Nom                                       | Partitura |
| --- | --- | ----------------------------------------- | --------- |
| 1   | 25  | El Rin com a element natural i original   |           |
| 2   |     | El Rin (una altra versió)                 |           |
| 3   | 18  | Erda, la saviesa de la terra              |           |
| 4   | 5   | La decadència dels déus Götterdämmerung   |           |
| 5   |     | La decadència dels déus (una altra forma) |           |
| 5a  |     | La decadència de l'antic ordre Götternoth |           |
| 6   | 10  | Freia enamorada                           |           |
| 7   |     | Freia alegre                              |           |
| 8   | 2   | L'anell, el poder de l'anell              |           |
| 8a  |     | L'anell com a subjecte subjacent          |           |
| 8b  |     | L'anell com a subjecte subjacent          |           |
| 9   |     |                                           |           |
| 10  |     | La corda de les Nornes                    |           |
| 11  |     | L'expiació                                |           |
| 12  |     | L'obligació                               |           |
| 13  | 17  | La maledicció de l'anell                  |           |
| 14  |     | Els tractats de Wotan                     |           |
| 15  |     | El desig d'Alberich                       |           |
| 16  |     | El son màgic                              |           |
| 17  |     | El viatger                                |           |
| 18  |     | El Tarnhelm, el poder del casc            |           |
| 19  |     | La poció màgica                           |           |
| 20  |     | El foc de Loge                            |           |
| 20a |     | El foc de Loge (una altra versió)         |           |
| 20b |     | El foc de Loge (una altra versió)         |           |
| 20c |     | El foc de Loge (una altra versió)         |           |
| 21  |     | Lògia ambivalent                          |           |
| 21a |     |                                           |           |
| 22  |     | La Valquíria                              |           |
| 22a |     | La valquíria                              |           |
| 22b |     | La valquíria                              |           |
| 23  |     | Les Nornes                                |           |
| 24  |     | La foscor                                 |           |
| 26  | 8   | Les Donzelles del Rin                     |           |
| 27  |     | L'ocell del bosc                          |           |
| 27a |     | L'ocell del bosc                          |           |
| 28  |     | La delícia innocent                       |           |
| 29  |     | Els xiuxiueigs del bosc                   |           |
| 30  |     | El Somni innocent                         |           |
| 31  | 19  | Rhinegold                                 |           |
| 32  |     | Les Donzelles del Rin                     |           |
| 33  |     |                                           |           |
| 34  |     |                                           |           |
| 35  | 31  | Siegmund                                  |           |
| 35a |     | Siegmund                                  |           |
| 36  |     | Sieglinde                                 |           |
| 37  | 33  | L'amor dels bessons                       |           |
| 37a |     |                                           |           |
| 38  |     | Felicitat                                 |           |
| 38a |     |                                           |           |
| 38b |     |                                           |           |
| 39  |     | La poció d'amor                           |           |
| 40  |     | Gutrune                                   |           |
| 41  |     | Els bessons                               |           |
| 42  |     | Les promeses                              |           |
| 42a |     |                                           |           |
| 43  |     | L'espasa de Nothung                       |           |
| 44  |     | L'Or                                      |           |
| 45  | 13  | La Glaive                                 |           |
| 46  |     | L'encanteri del tro                       |           |
| 47  |     | La masculinitat de les valquíries         |           |
| 48  |     | La crida de la trompa de Siegfried        |           |
| 49  |     | L'alba de Hagen                           |           |
| 50  |     | El ferrer de Mime                         |           |
| 51  |     | Mima l'obstinat                           |           |
| 52  |     | La forja Siegfried                        |           |
| 53  |     | La força de Siegfried                     |           |
| 54  |     | Els vassalls de Hagen                     |           |
| 55  |     | L'audàcia de Siegfried                    |           |
| 56  |     | La llibertat de Siegfried                 |           |
| 56a |     |                                           |           |
| 57  |     | Fafner                                    |           |
| 58  |     | La força dels gegants                     |           |
| 59  |     | L'autoritat dels gegants                  |           |
| 60  | 35  | Hunding                                   |           |
| 61  |     | Hagen                                     |           |
| 61a |     | Hagen (una altra versió)                  |           |
| 62  |     | Mort                                      |           |
| 63  |     | El Valhalla                               |           |
| 64  | 3   | L'arc de Sant Martí                       |           |
| 65  |     | L'acte heroic de Siegfried                |           |
| 66  |     | El tràgic destí dels Volsung              |           |
| 67  |     | Gunther com a heroi                       |           |
| 68  |     | Desgràcia o dolor                         |           |
| 68a |     |                                           |           |
| 68b |     |                                           |           |
| 69  |     | L'agitació                                |           |
| 69a |     |                                           |           |
| 70  |     | Wotan frustrat                            |           |
| 71  |     | Mime frustrat                             |           |
| 72  |     | Lament del Mime                           |           |
| 73  |     | La llança de Wotan                        |           |
| 74  |     | La tempesta                               |           |
| 75  |     | La trama                                  |           |
| 76  | 24  | La renúncia a l'amor                      |           |
| 76a |     |                                           |           |
| 76b |     |                                           |           |
| 77  |     |                                           |           |
| 78  |     | L'heroisme de Siegfried                   |           |
| 79  |     | Destí acceptat                            |           |
| 80  |     | Devoció                                   |           |
| 81  |     | Dolor acceptat                            |           |
| 82  |     | El dolor de Wotan                         |           |
| 83  |     | Abandonament                              |           |
| 84  |     | El poder del destí                        |           |
| 85  |     | El destí inevitable                       |           |
| 86  |     | Cançó d'amor de Siegfried                 |           |
| 87  |     | L'amor de Brunehilde                      |           |
| 87a |     |                                           |           |
| 88  |     | Brunehilde                                |           |
| 89  |     | L'amor de Siegfried                       |           |
| 90  |     | L'amor com a realització                  |           |
| 90a |     |                                           |           |
| 90b |     |                                           |           |
| 90c |     |                                           |           |
| 91  |     | La transformació                          |           |
| 91a |     |                                           |           |